# イラン地震 (2010年12月)

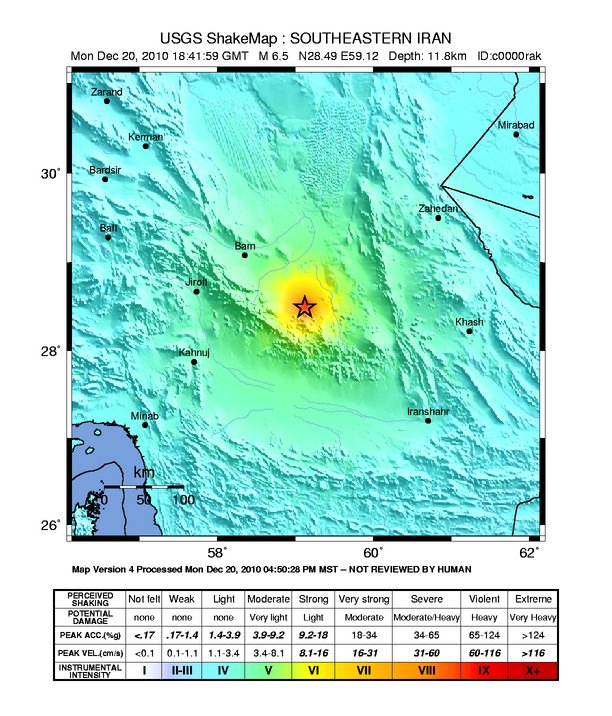
震度を示した地図

イラン地震（イランじしん）は、2010年12月20日に発生したイラン南東部ケルマーン州ホセイナーバード付近を震源とするマグニチュード6.5の地震。
この地震で7人の死者と100人以上の負傷者が出ており、被害地域の電話も寸断されていることも報告された。地震発生直後は被害を受けた山岳地帯の村に行くのも困難になっていた。